# Setter (Yell)

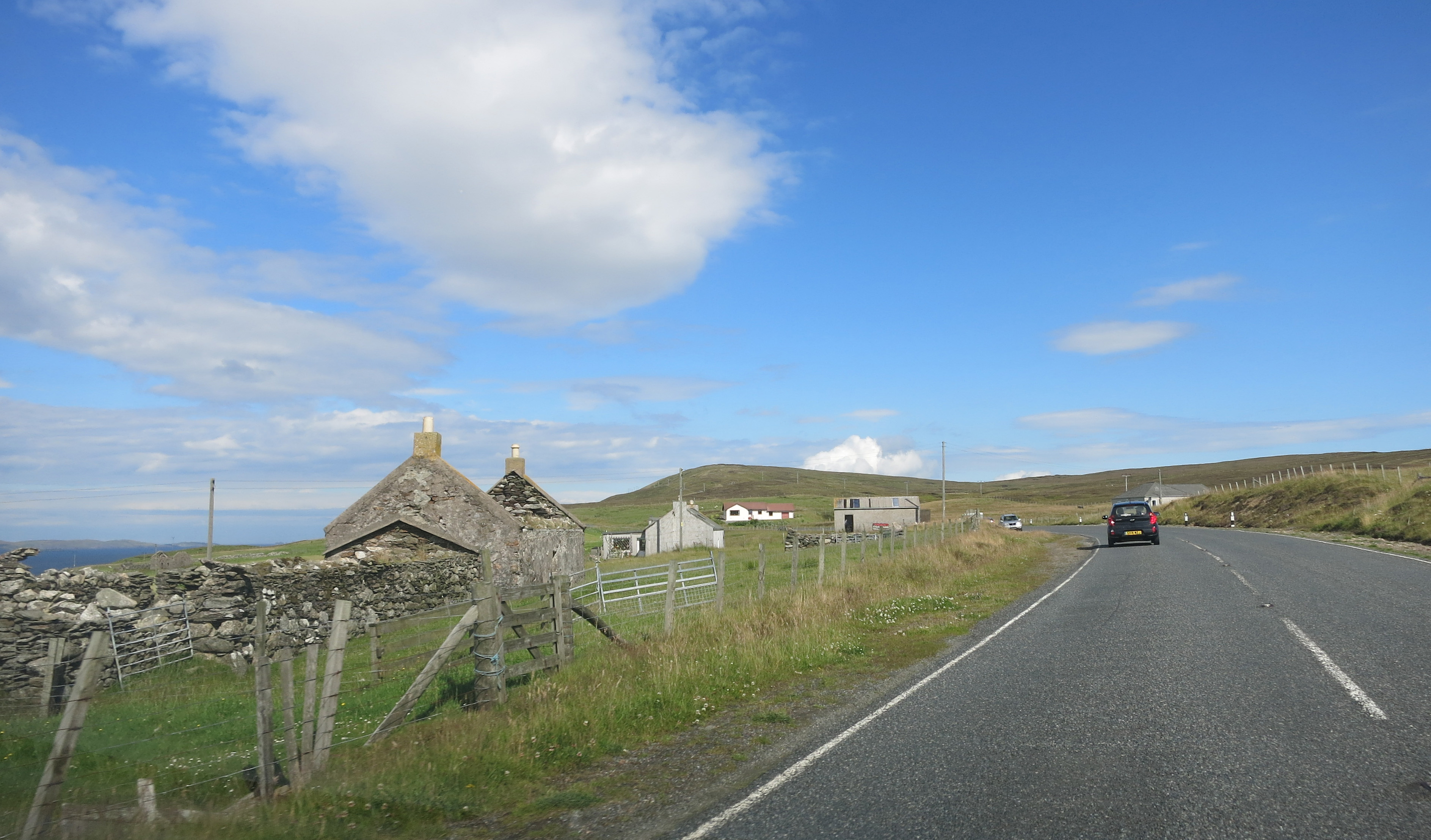
Im Westen von Setter

Setter ist eine Ortschaft, die im Norden der zu Schottland zählenden Shetlands liegt.

## Geographie
Setter ist eine kleine Siedlung von Croftern, die in der Nähe des Yell Sounds an der südwestlichen Küste der Insel Yell liegt. Nach Burravoe sind es 6,5 Kilometer in südöstlicher Richtung, eine Ortschaft in der Nähe ist Ulsta im Süden. Überragt wird Setter im Südosten vom 107 Meter hohen Hill of Clothan.

## Historisches
Im Rahmen der historischen Gliederung Schottlands in Civil Parishes zählt Setter zu Yell.